# Калмикова Тамара Іванівна
Тама́ра Іва́нівна Калмико́ва (рос. Тамара Ивановна Калмыкова; нар. 2 травня 1924, Болхов — пом. 30 грудня 1989) — радянський вчений в області виноградарства. Кандидат біологічних наук з 1965 року, професор з 1984 року.

## Біографія
Народилася 2 травня 1924 року в місті Болхові (тепер Орловська область Росії). Закінчила середню школу.
У вересні 1942 року добровільно пішла в Червону армію. Призвана Сталіногорським міськвоєнкоматом (Сталіногорськ, Московська область). Була направлена на навчання в Московське військово-інженерне училище, яке закінчила у грудні 1943 року. Учасник Другої світової війни. Воювала на посаді командира саперного взводу, начальника відділення штабу бригади на Ленінградському і Карельському фронтах. Брала участь у радянсько-японській війні. Демобілізована у 1946 році.
1951 року закінчила плодоовочевий факультет Московської сільськогосподарської академії імені К. А. Тімірязєва. З 1953 року на науково-дослідній і викладацькій роботі. Член КПРС з 1961 року. У 1971—1975 роки — виконувач обов'язків завідувача кафедри виноградарства вищевказаної академії.
Останні роки проживала в Москві. Померла 30 грудня 1989 року.

## Наукова діяльність
Основні роботи присвячені вивченню біології виноградних рослин, оптимізації насаджень і структур кущів (обрізці, навантаженні пагонами та врожаєм, формуванню кущів), фотосинтетичній активності в залежності від екологічних факторів і врожайності, науковим основам добрив, листовій діагностиці мінерального живлення, зрошення та застосування гербіцидів, розробці основ технології зеленого живцювання із застосуванням тумано-утворюючої установки. Автор 59 наукових робіт, в тому числі 2-х методичних посібників. Серед праць:
- Ампелография с основами виноградарства. — Москва, 1979 (у співавторстві);
- О связи между корнями и многолетними ветвями у виноградных кустов. — В кн.: Физиология виноградной лозы. София, 1977 (у співавторстві);
- Продуктивность высокоштамбовых широкорядных виноградников на Тамани. — Виноделие и виноградарство СРСР, 1983, № 1 (у співавторстві).
- «Виноградарство» — М.: «Агропромиздат», 1987 (у співавторстві з К. В. Смирновим і Г. С. Морозовою).

## Нагороди
- орден Вітчизняної війни 2 ступеня (6 квітня 1985)[3];
- медалі:
  - «За бойові заслуги»:
    - за особисту ініціативу, мужність і відвагу, які сприяли успішному просуванню танків 7-ї гвардійської танкової бригади в період 7-26 жовтня 1944 року в районі переправ в районі Луостарі і вихід їх на важливу дорогу в район Петсамо (наказ № 18/н від 11 листопада 1944 року);
    - за зразкове виконання своїх службових обов'язків з ведення секретної документації та інших документів (наказ № 129/н від 30 квітня 1945 року).

  - «За оборону Радянського Заполяр'я»;
  - «За оборону Ленінграда»[1];
  - «За перемогу над Японією»[2].